# It's About Time
It's About Time é o álbum de estreia dos Jonas Brothers. Lançado no ano de 2006 pela Columbia Records. O álbum foi lançado pela Daylight Records da Columbia. Um DualDisc desta versão do álbum também foi lançado. A versão DualDisc contém o vídeo completo em 3 partes do primeiro single do álbum "Mandy".

## Faixas
1. "What I Go to School For" - 3:33
2. "Time for Me to Fly" - 3:05
3. "Year 3000" - 3:12
4. "One Day at a Time" - 3:55
5. "6 Minutes" - 3:06
6. "Mandy" - 2:48
7. "You Just Don't Know It" - 3:38
8. "I Am What I Am" - 2:10
9. "Underdog" - 3:16
10. "7:05" - 3:48
11. "Please Be Mine" - 3:14

## Créditos
- Nick Jonas - Vocal, guitarra, teclados, bateria
- Joe Jonas - Vocal, pandeireta, guitarra
- Kevin Jonas - Guitarra, vocal de apoio
- John Taylor - Guitarra
- Greg Garbowsky - Baixo
- Ryan Liestman - Teclado
- Alexander Noyes - Bateria